# Venício Tortato
Venício Tortato (Joaçaba, 18 de agosto de 1930 — Florianópolis, 19 de fevereiro de 2009) foi um político brasileiro.

## Vida
Filho de João Atílio Tortato e de Ana Elvira Tortato. Casou com Marinha Raquel Silveira Tortato, com quem teve filhos.

## Carreira
Foi deputado à Assembleia Legislativa de Santa Catarina na 8ª legislatura (1975 — 1979) e na 9ª legislatura (1979 — 1983), eleito pela Aliança Renovadora Nacional (ARENA).
Sepultado no Cemitério Jardim da Paz de Florianópolis.